# Список дипломатичних місій Хорватії

Мапа дипломатичних установ Хорватії в 2009 році:
Хорватія
Країни де є посольство Хорватії
Країни де є генеральне консульство Хорватії

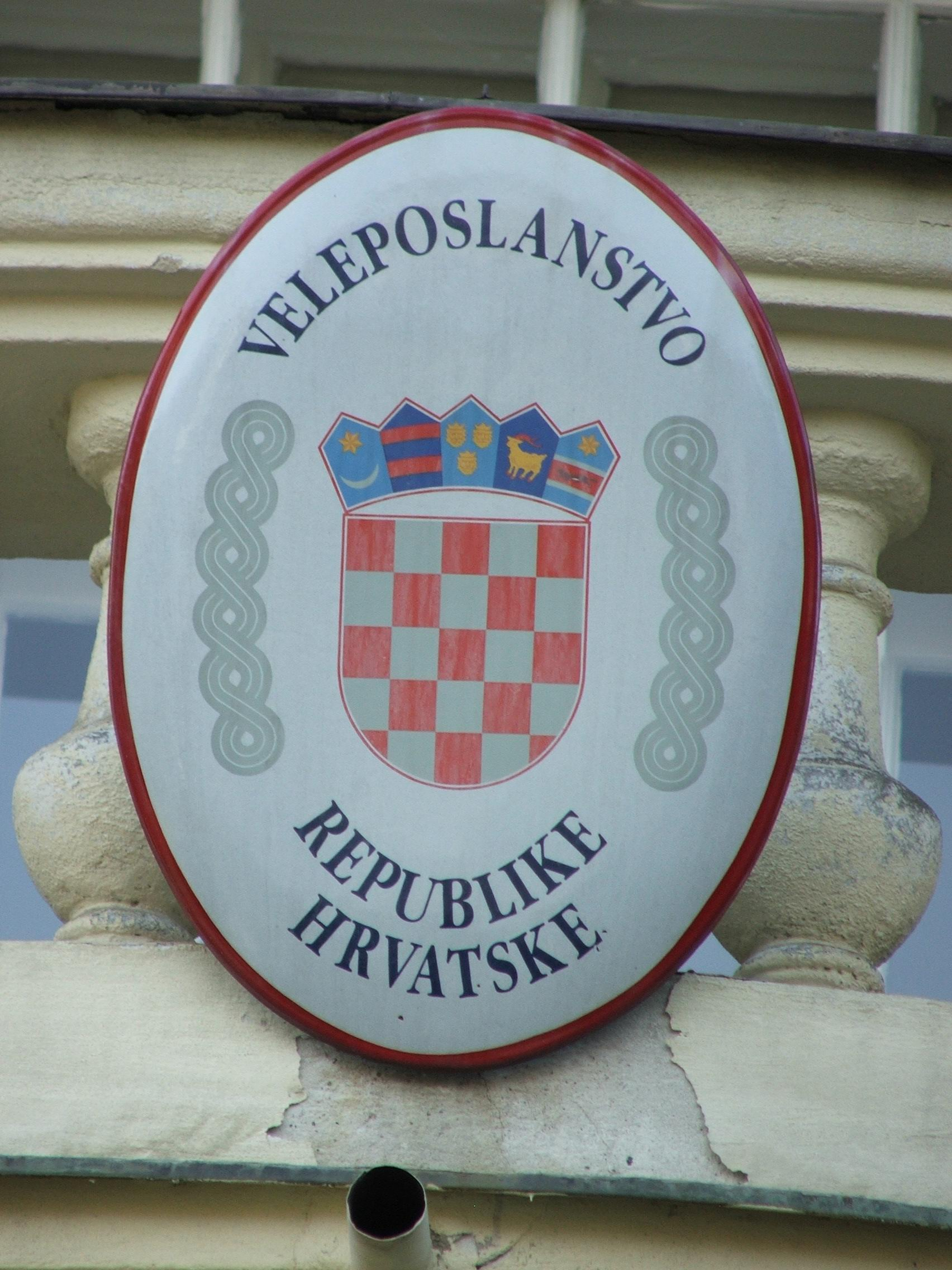
Табличка, яку вішають на будівлі хорватських посольств.

Нижче представлено список дипломатичних місій Хорватії. Хорватія має дипломатичні стосунки із 174 країнами світу, але тільки в 55 з цих країн є посольство Хорватії. Країни, в яких немає посольства Хорватії, належать до компетенції посольств сусідніх держав або держав із такою ж державною мовою. Так, наприклад, англомовна Сьєра-Лєоне належить до компетенції посольства в Великій Британії, а іспаномовна Куба до компетенції посольства в Іспанії, хоча в обох випадках відстань між країнами складає декілька тисяч кілометрів.

## Дипломатичні та консульські представництва
Курсивним шрифтом позначені почесні консульства.
| Країна               | Місто, де знаходиться посольство | Посольство обслуговує також такі країни | Консульства                                                                                            |
| -------------------- | -------------------------------- | --- | --- |
| Австралія            | Канберра                         | Вануату, Кірибаті, Науру, Нова Зеландія, Папуа Нова Гвінея, Самоа, Соломонові Острови, Східний Тимор, Тонга, Тувалу, Фіджі | Мельбурн, Перт, Сідней, Нельсон, Окленд                                                                |
| Австрія              | Відень                           | | Грац, Зальцбург, Лінц, Санкт-Пельтен                                                                   |
| Албанія              | Тирана                           | | |
| Алжир                | Алжир                            | Малі | |
| Аргентина            | Буенос-Айрес                     | Парагвай, Уругвай | Кордова, Сан-Мігель-де-Тукуман, Монтевідео                                                             |
| Бельгія              | Брюссель                         | Люксембург | Брюгге                                                                                                 |
| Болгарія             | Софія                            | | |
| Боснія і Герцеговина | Сараєво                          | | Баня-Лука, Мостар, Тузла                                                                               |
| Бразилія             | Бразиліа                         | Венесуела, Колумбія, Тринідад і Тобаго | Куритиба, Сан-Паулу                                                                                    |
| Ватикан              | Рим                              | Мальтійський орден | |
| Велика Британія      | Лондон                           | Гана, Гамбія, Ліван, Нігерія, Сьєрра-Леоне | Единбург, Абуджа                                                                                       |
| Греція               | Афіни                            | Вірменія, Грузія, Кіпр | Єреван, Тбілісі, Нікосія                                                                               |
| Данія                | Копенгаген                       | Ісландія | Орхус, Рейк'явік                                                                                       |
| Єгипет               | Каїр                             | Багамські Острови, Джибуті, Еритрея, Ефіопія, Ємен, Ірак, Йорданія, Ліван, ОАЕ, Палестина, Саудівська Аравія, Сирія, Сомалі, Судан | Аддис-Абеба, Амман, Бейрут, Дамаск, Хартум                                                             |
| Ізраїль              | Тель-Авів                        | | Ашдод, Єрусалим, Кесарія, Кфар-Шмар'ягу                                                                |
| Індія                | Нью-Делі                         | Бангладеш, Бутан, Мальдіви, Непал, Шрі-Ланка | Колката, Мумбаї, Дакка, Катманду, Коломбо                                                              |
| Індонезія            | Джакарта                         | Сінгапур, Таїланд, Філіппіни | Бангкок, Маніла                                                                                        |
| Ірак                 | Багдад                           | | |
| Іран                 | Тегеран                          | Пакистан | |
| Ірландія             | Дублін                           | | |
| Іспанія              | Мадрид                           | Андорра, Куба | Барселона, Пальма-де-Майорка, Памплона, Севілья                                                        |
| Італія               | Рим                              | Мальта, Сан-Марино | Барі, Генуя, Мілан, Неаполь, Падуя, Трієст, Флоренція, Валлетта, Сан-Марино                            |
| Канада               | Канберра                         | | Місісаґа                                                                                               |
| Катар                | Доха                             | Оман | Маскат                                                                                                 |
| КНР                  | Пекін                            | Монголія, Північна Корея | Гонконг, Улан-Батор                                                                                    |
| Косово               | Приштина                         | | |
| Кувейт               | Ель-Кувейт                       | | |
| Литва                | Вільнюс                          | | |
| Лівія                | Триполі                          | | |
| Північна Македонія   | Скоп'є                           | | Струмиця                                                                                               |
| Малайзія             | Куала-Лумпур                     | Бруней, В'єтнам, Камбоджа, Лаос, М'янма | |
| Марокко              | Рабат                            | Буркіна-Фасо, Габон, Камерун, Кот-д'Івуар, Мавританія, Сенегал, Туніс | Туніс                                                                                                  |
| Нідерланди           | Гаага                            | | |
| Норвегія             | Осло                             | | |
| Німеччина            | Берлін                           | | Дрезден, Дюссельдорф, Гамбург, Майнц, Мюнхен, Франкфурт-на-Майні, Штутгарт                             |
| ПАР                  | Преторія                         | Ботсвана, Бурунді, Замбія, Зімбабве, Кенія, Коморські Острови, Лесото, Маврикій, Мадагаскар, Малаві, Мозамбік, Намібія, Руанда, Есватіні, Сейшельські Острови, Танзанія, Уганда                                                                    | Дар-ес-Салам                                                                                           |
| Польща               | Варшава                          | | Бидгощ, Білосток, Краків, Ополе, Познань                                                               |
| Португалія           | Лісабон                          | Ангола, Гвінея-Бісау, Кабо-Верде, Сан-Томе і Принсіпі | Порту, Фуншал                                                                                          |
| Румунія              | Бухарест                         | Молдова | Решица                                                                                                 |
| Росія                | Москва                           | Білорусь, Казахстан | Калінінград, Новосибірськ, Сочі, Мінськ, Алмати                                                        |
| Сербія               | Белград                          | | Суботиця                                                                                               |
| Словаччина           | Братислава                       | | |
| Словенія             | Любляна                          | | Копер, Марибор                                                                                         |
| США                  | Вашингтон                        | Маршаллові Острови, Мексика, Палау, Панама, Федеративні Штати Мікронезії | Анкоридж, Канзас-Сіті, Лос-Анджелес, Новий Орлеан, Нью-Йорк, Піттсбург, Сіетл, Х'юстон, Чикаго, Мехіко |
| Туреччина            | Анкара                           | Азербайджан, Афганістан, Киргизстан, Таджикистан, Туркменістан, Узбекистан | Анталья, Ізмір, Стамбул, Баку                                                                          |
| Угорщина             | Будапешт                         | | Надьканіжа, Печ                                                                                        |
| Україна              | Київ                             | | Донецьк                                                                                                |
| Фінляндія            | Гельсінкі                        | Естонія | Таллінн                                                                                                |
| Франція              | Париж                            | Бенін, Гвінея, ДР Конго, Екваторіальна Гвінея, Республіка Конго, Монако, Нігер, Того, Центральноафриканська Республіка, Чад | Монако                                                                                                 |
| Чехія                | Прага                            | | Брно                                                                                                   |
| Чилі                 | Сантьяго                         | Болівія, Еквадор, Перу | Антофагаста, Пунта-Аренас, Кочабамба, Санта-Крус-де-ла-Сьєрра, Ліма                                    |
| Чорногорія           | Подгориця                        | | Котор                                                                                                  |
| Швейцарія            | Берн                             | Ліхтенштейн | Лугано, Цюрих                                                                                          |
| Швеція               | Стокгольм                        | Латвія | Гетеборг, Мальме                                                                                       |
| Японія               | Токіо                            | Південна Корея | Наха, Осака, Сеул                                                                                      |
| ООН                  | Нью-Йорк                         | Антигуа і Барбуда, Багамські Острови, Барбадос, Беліз, Гаїті, Гаяна, Гватемала, Гондурас, Гренада, Домініканська Республіка, Домініка, Коста-Рика, Нікарагуа, Сальвадор, Сент-Вінсент і Гренадини, Сент-Кіттс і Невіс, Сент-Люсія, Суринам, Ямайка | |

## Представництва в міжнародних організаціях
- Європейський Союз: Брюссель
- Рада Європи: Страсбург
- Організація Об'єднаних Націй: Нью-Йорк
- Організація Об'єднаних Націй: Відень
- Організація Об'єднаних Націй: Женева
- ЮНЕСКО: Париж
- НАТО: Брюссель
- Організація з безпеки і співробітництва в Європі: Відень

## Галерея

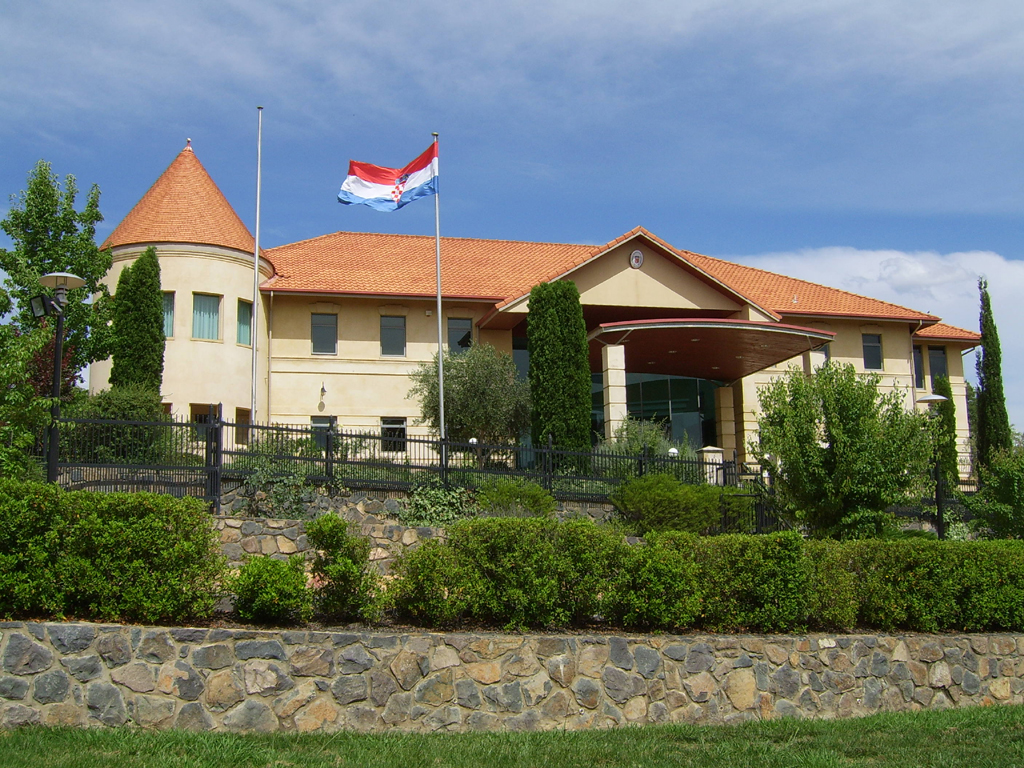
Посольство Хорватії в Австралії
Посольство Хорватії в Австрії
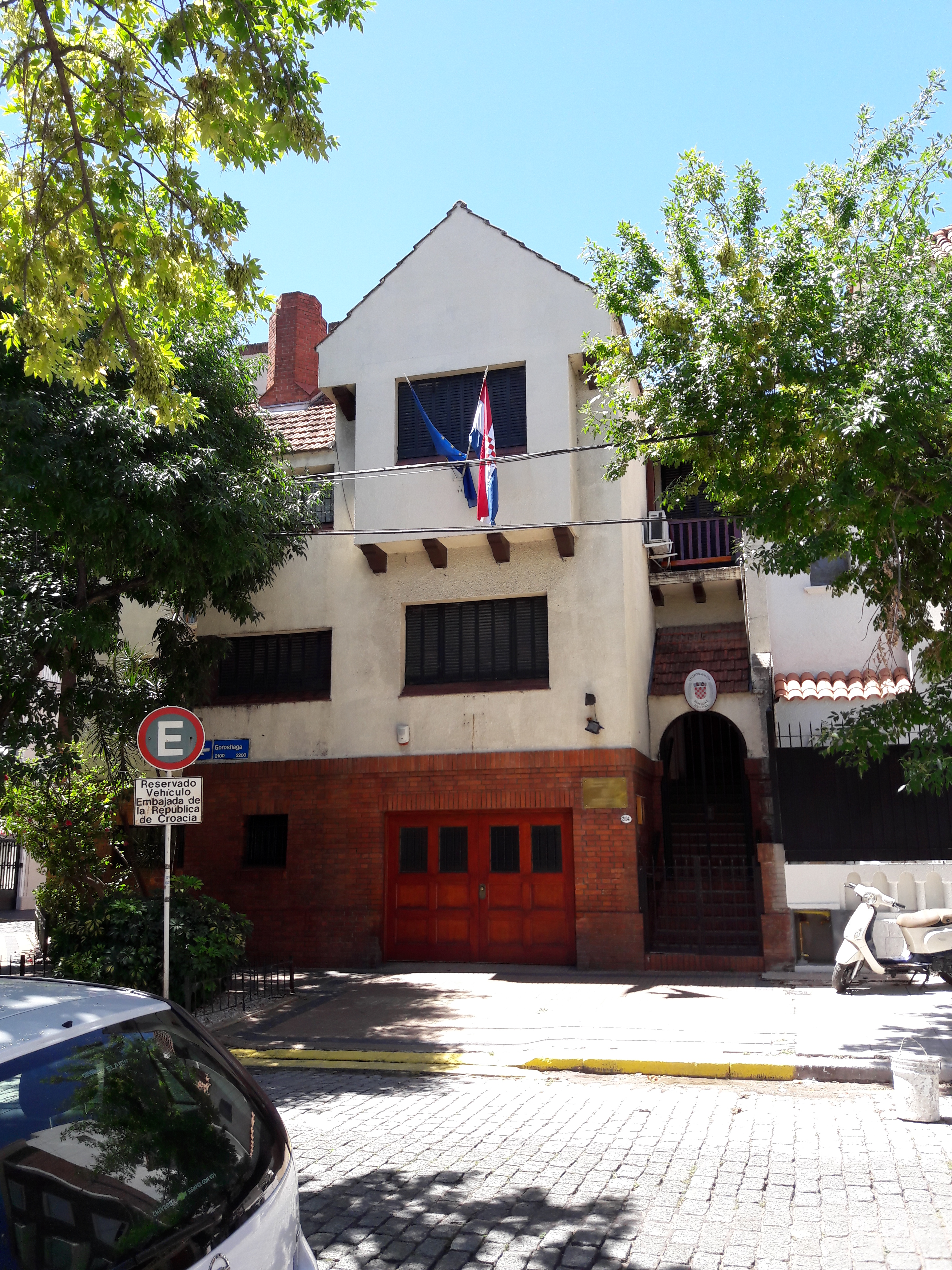
Посольство Хорватії в Аргентині
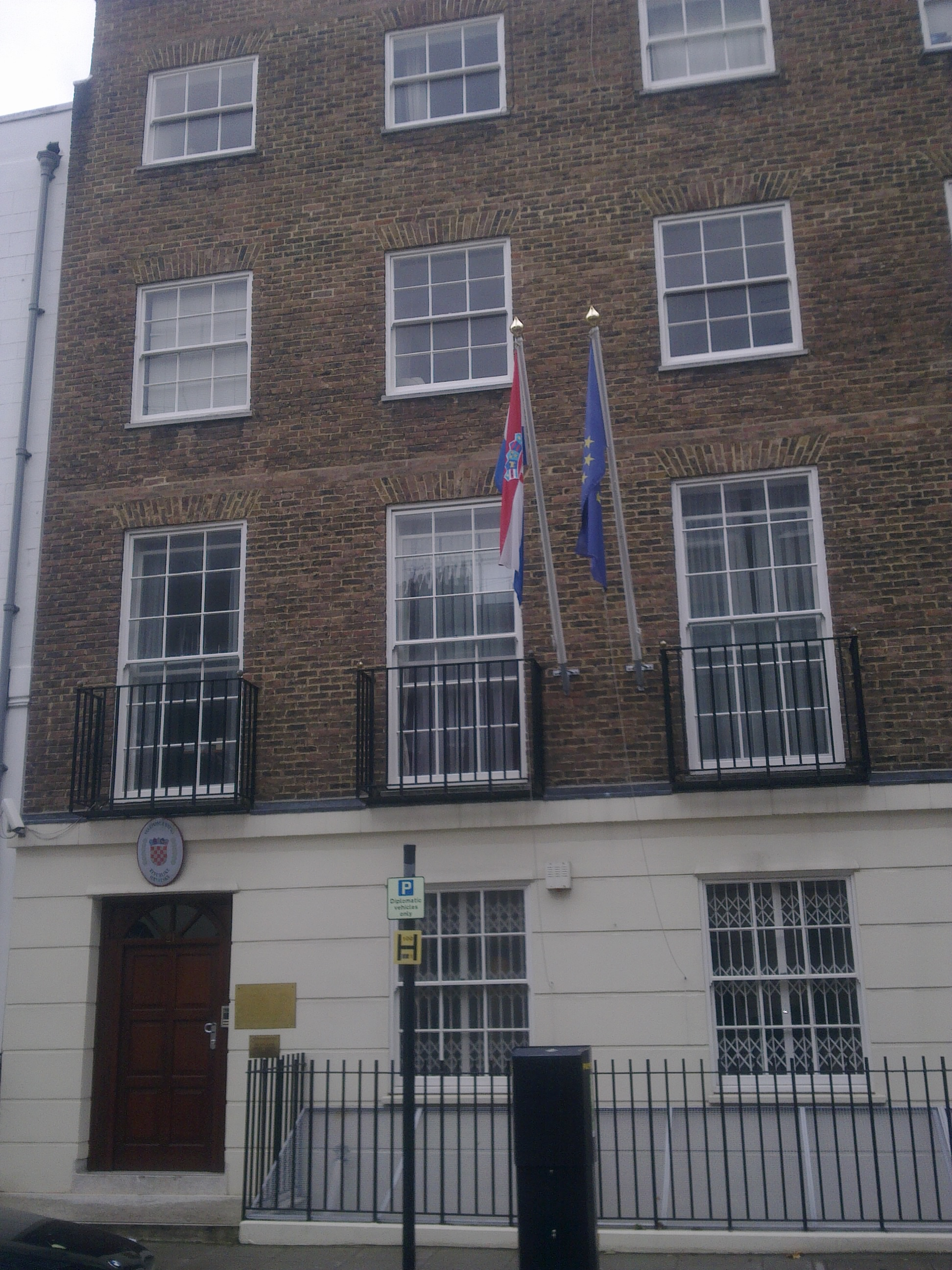
Посольство Хорватії у Великій Британії
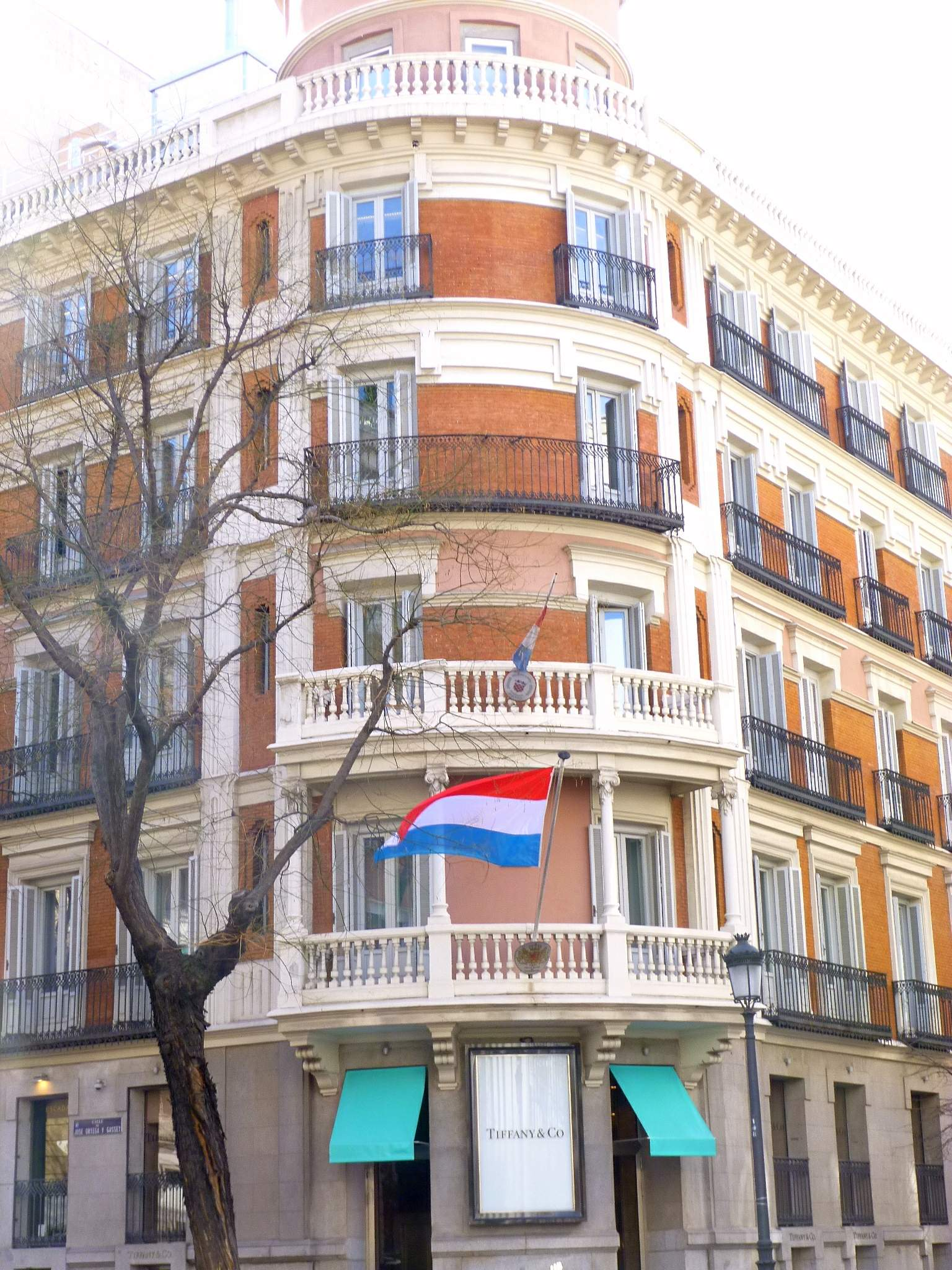
Посольство Хорватії в Іспанії
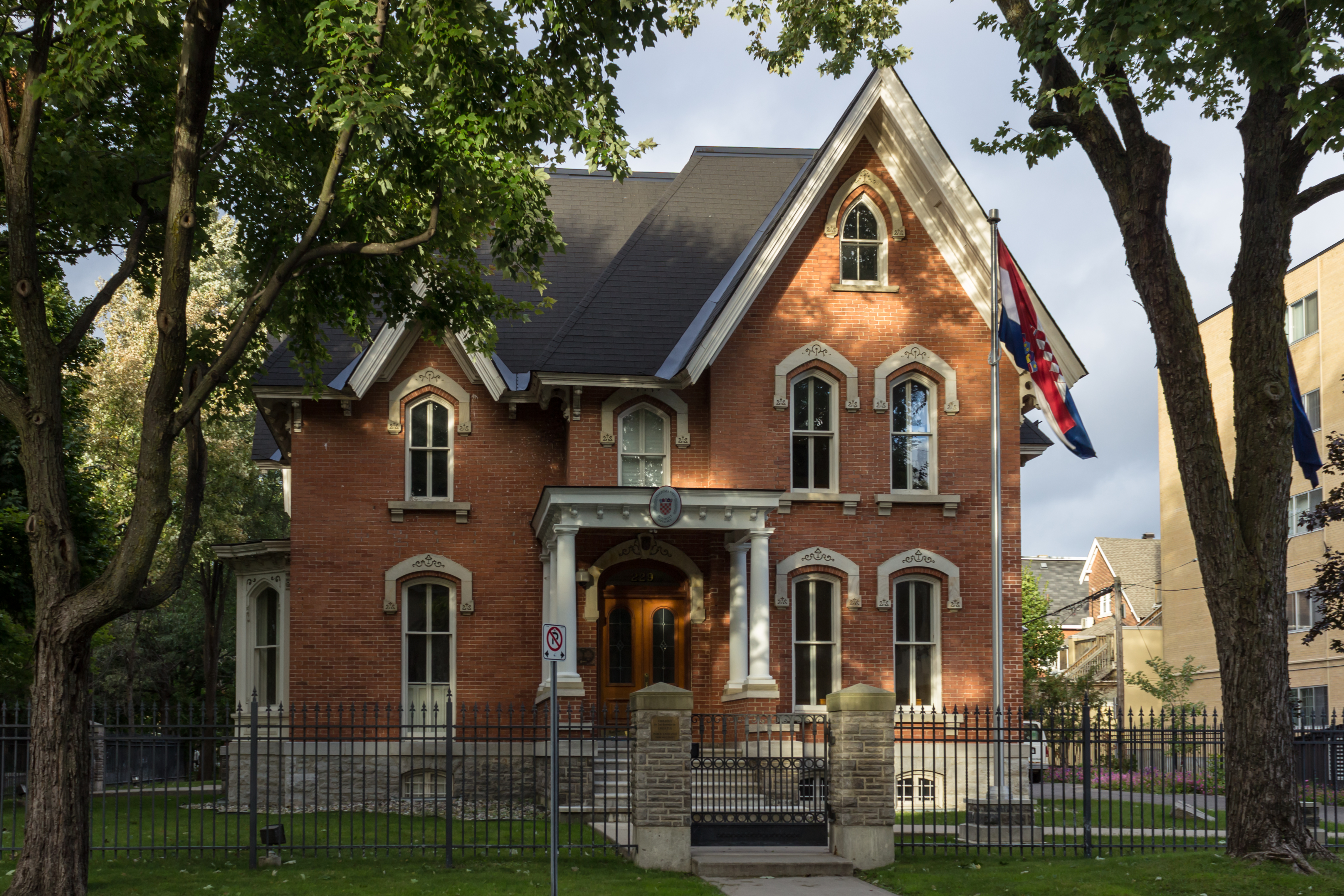
Посольство Хорватії в Канаді
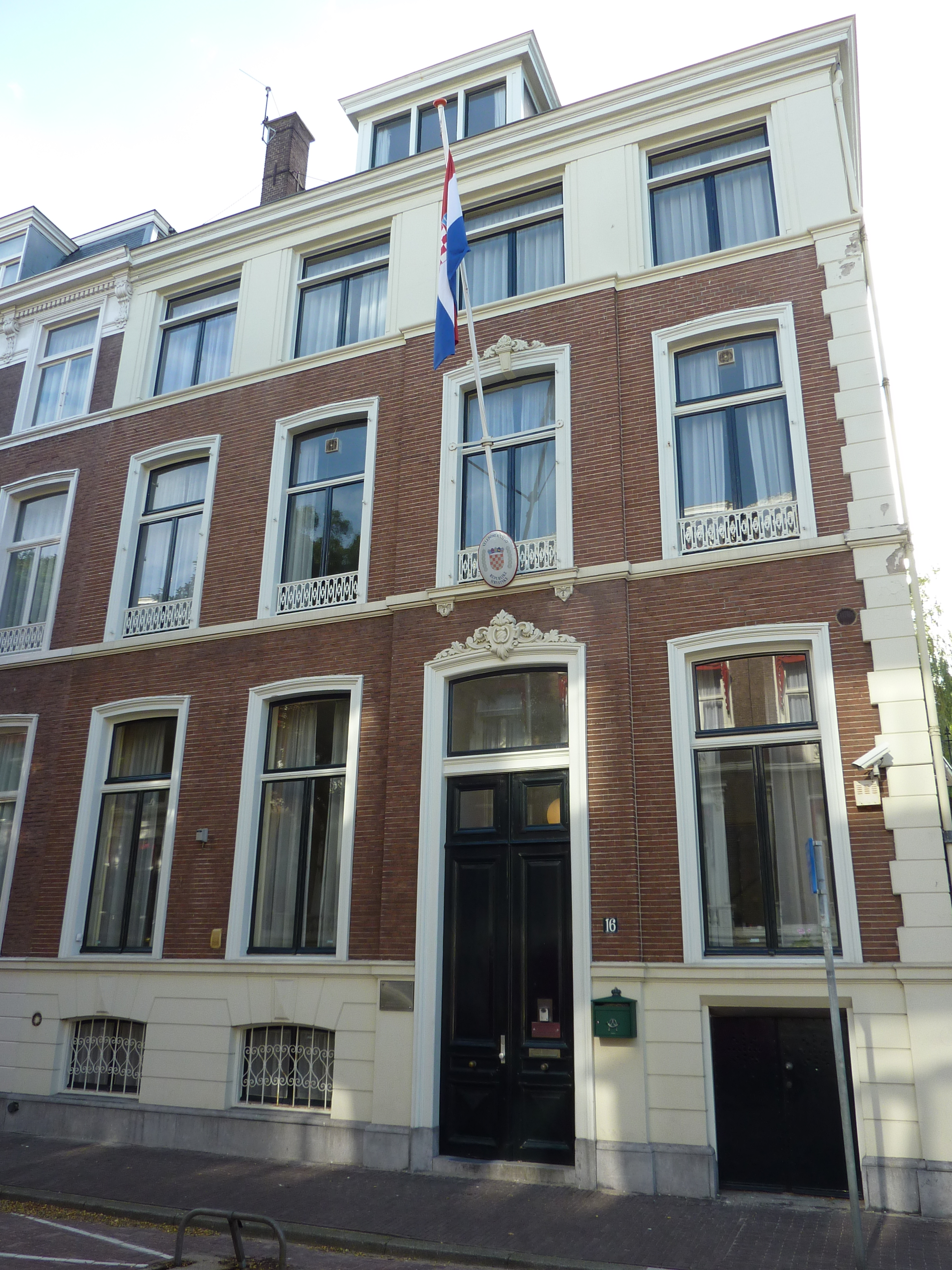
Посольство Хорватії в Нідерландах
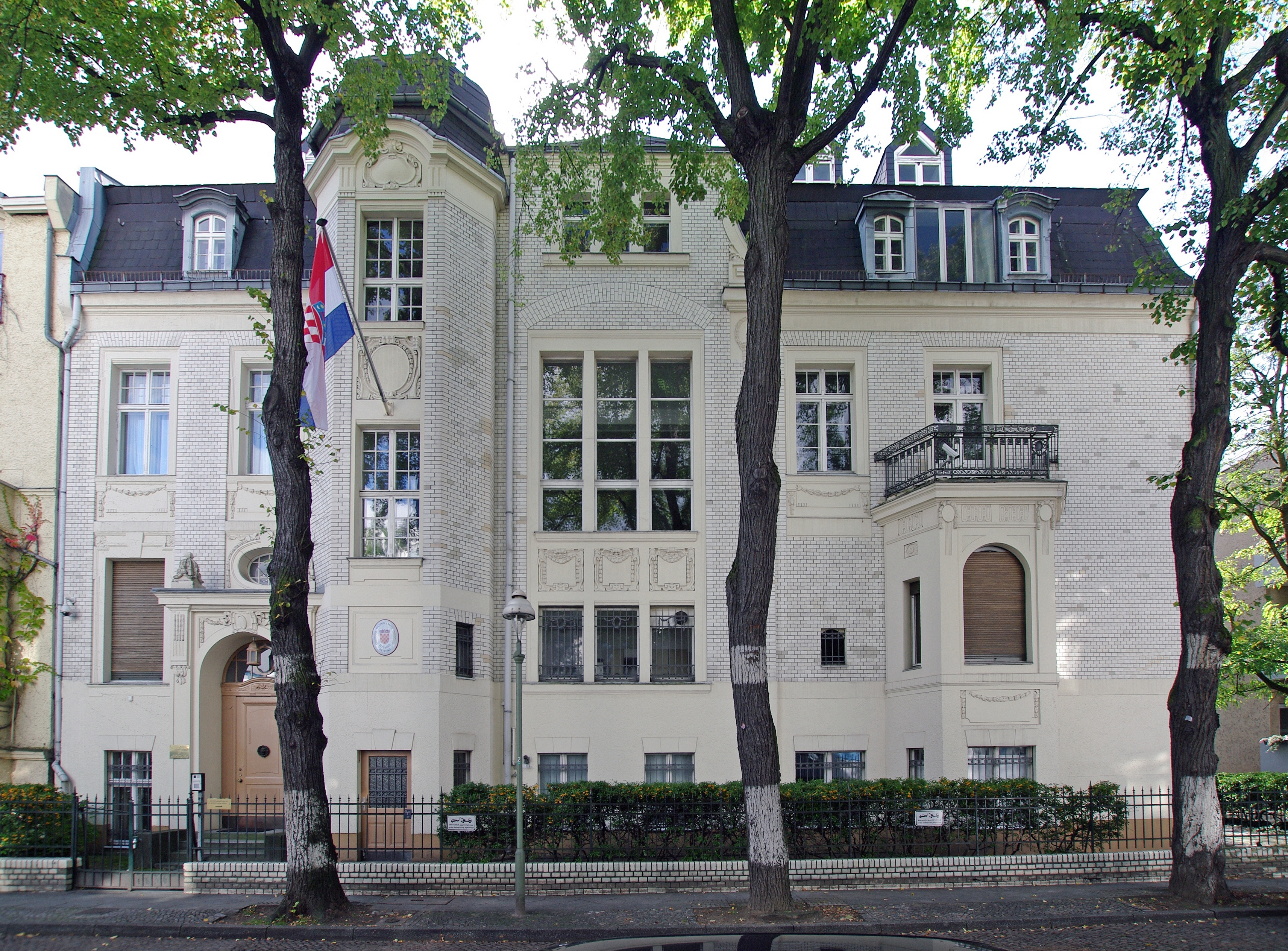
Посольство Хорватії в Німеччині
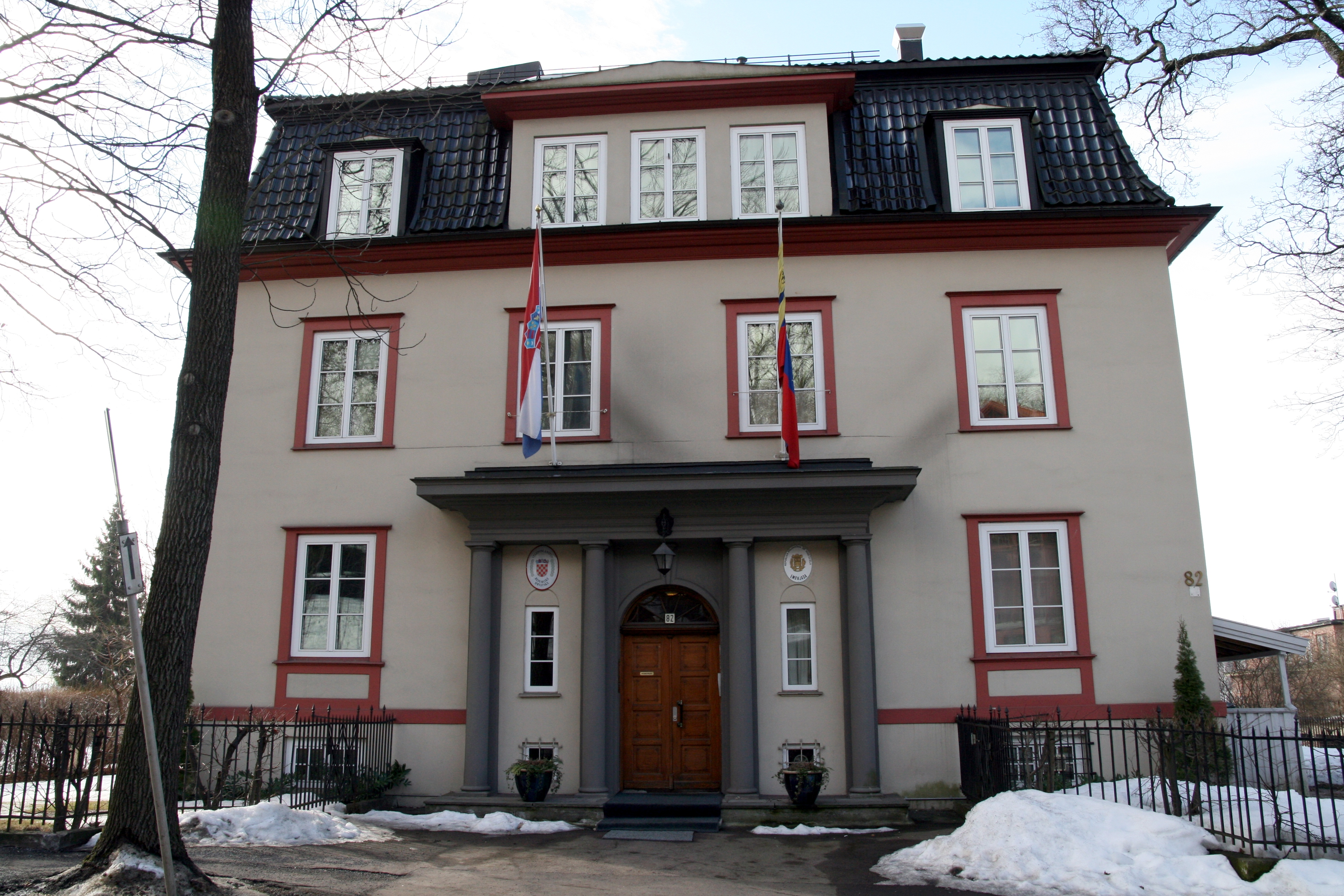
Посольство Хорватії в Норвегії
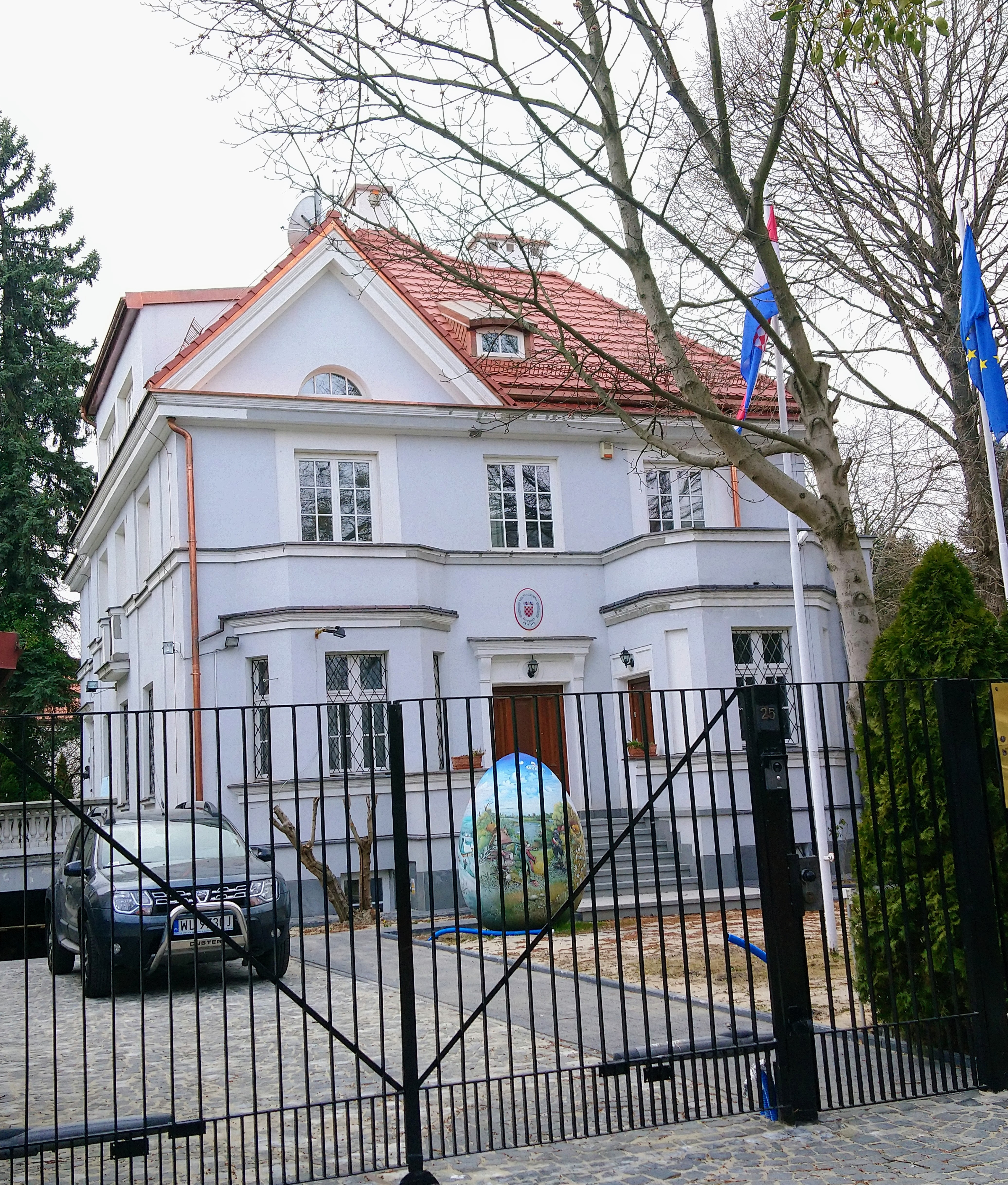
Посольство Хорватії в Польщі
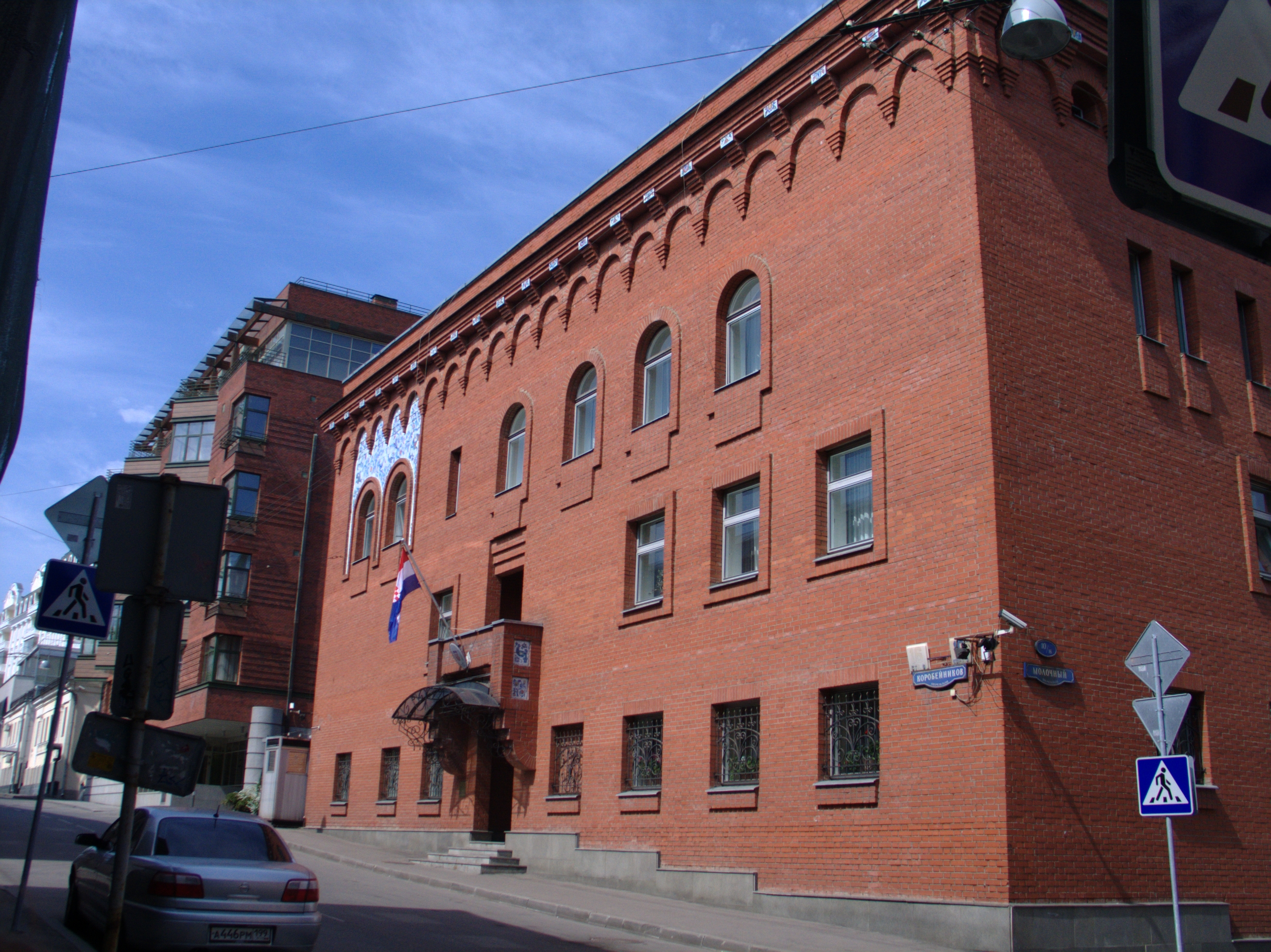
Посольство Хорватії в Росії
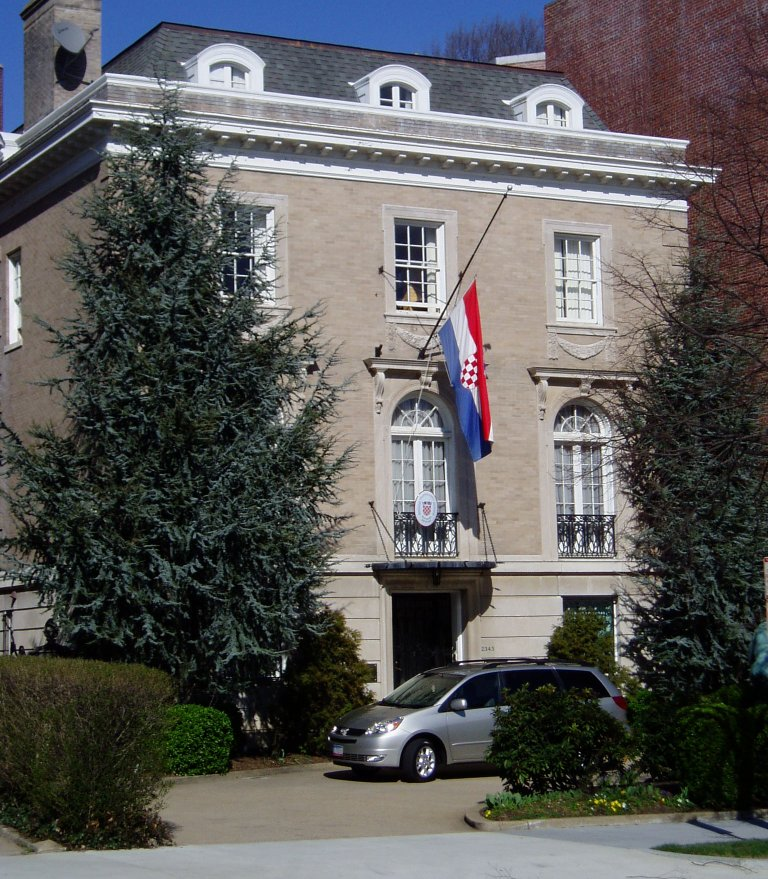
Посольство Хорватії у США
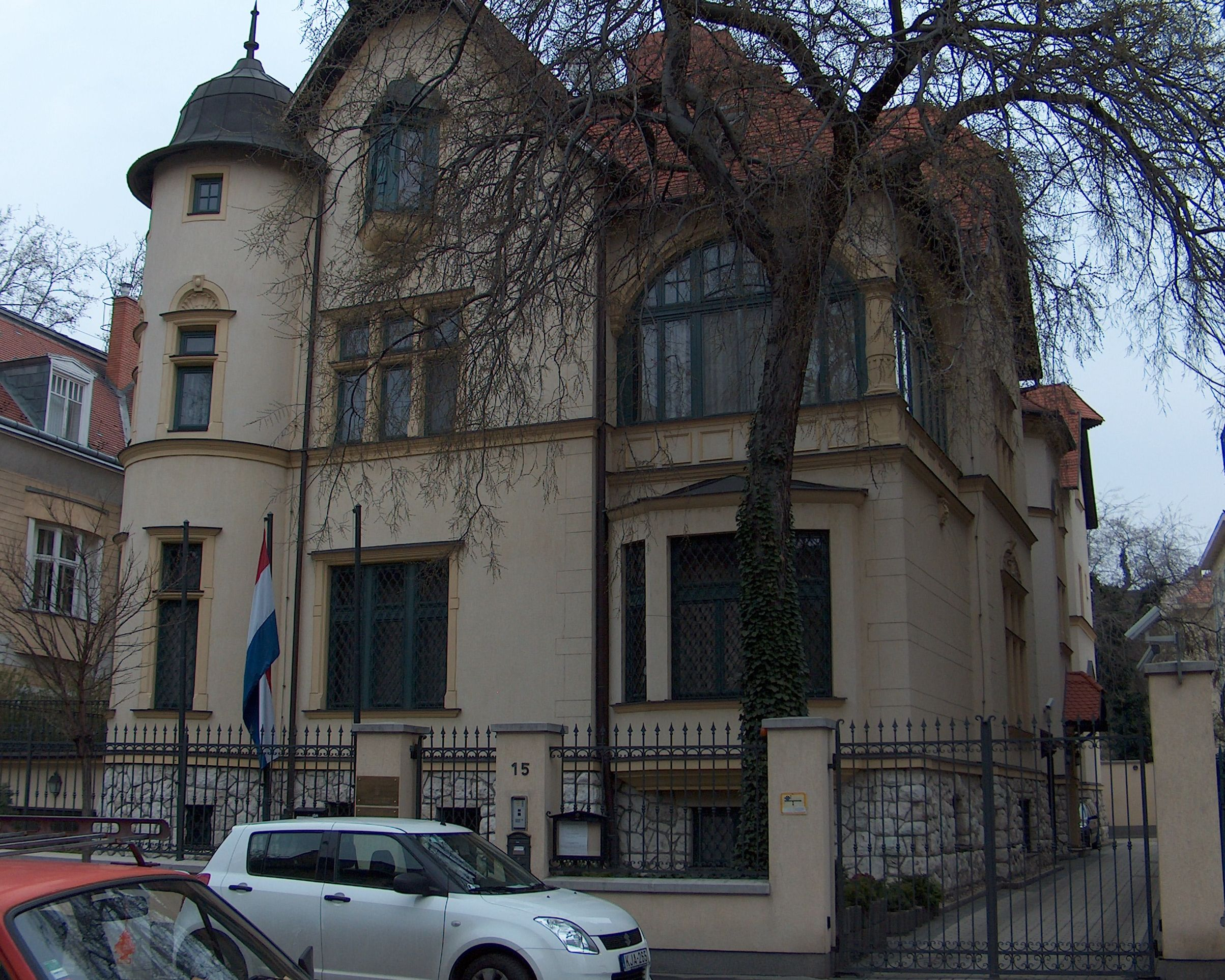
Посольство Хорватії в Угорщині
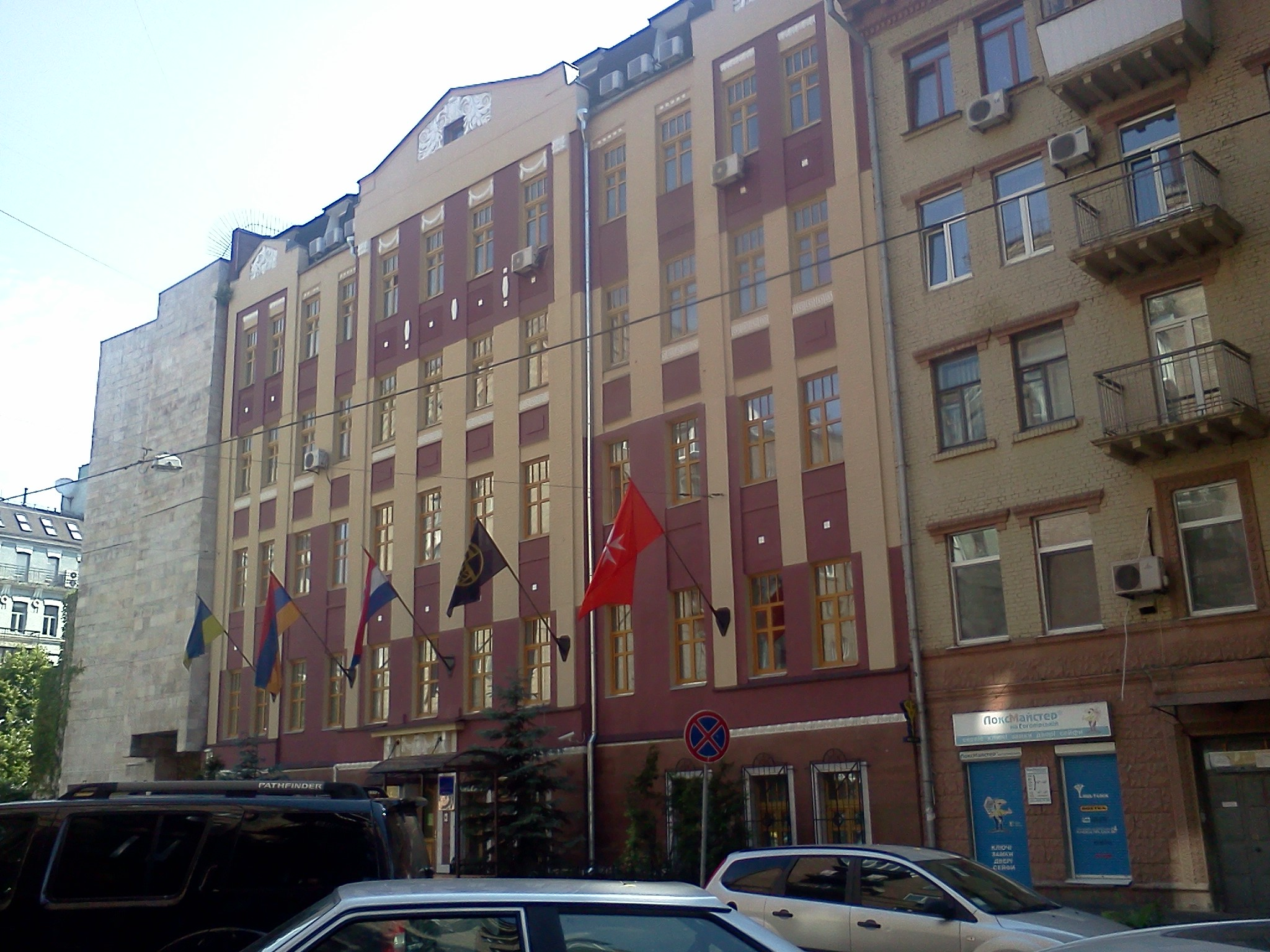
Посольство Хорватії в Україні
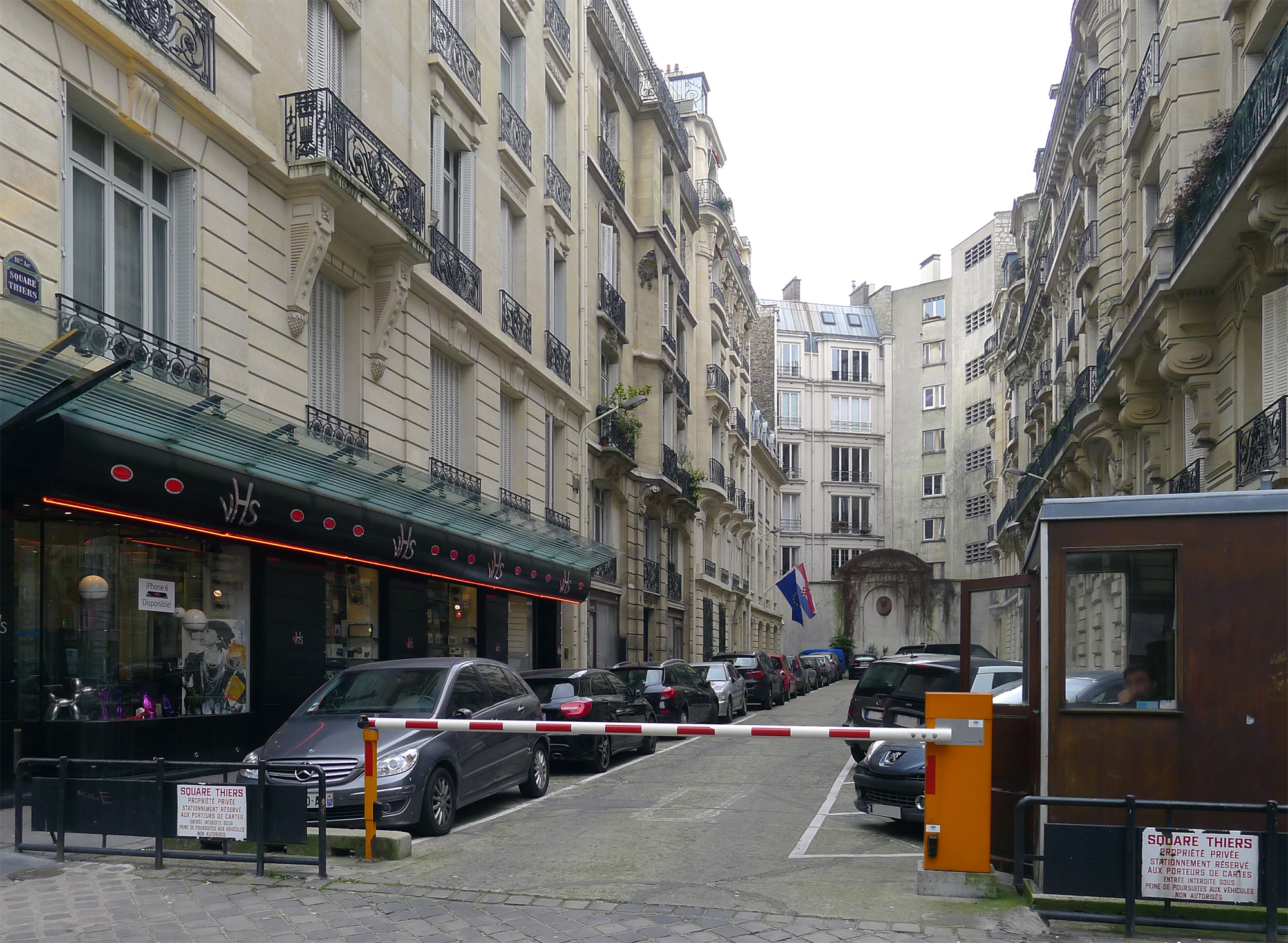
Посольство Хорватії у Франції
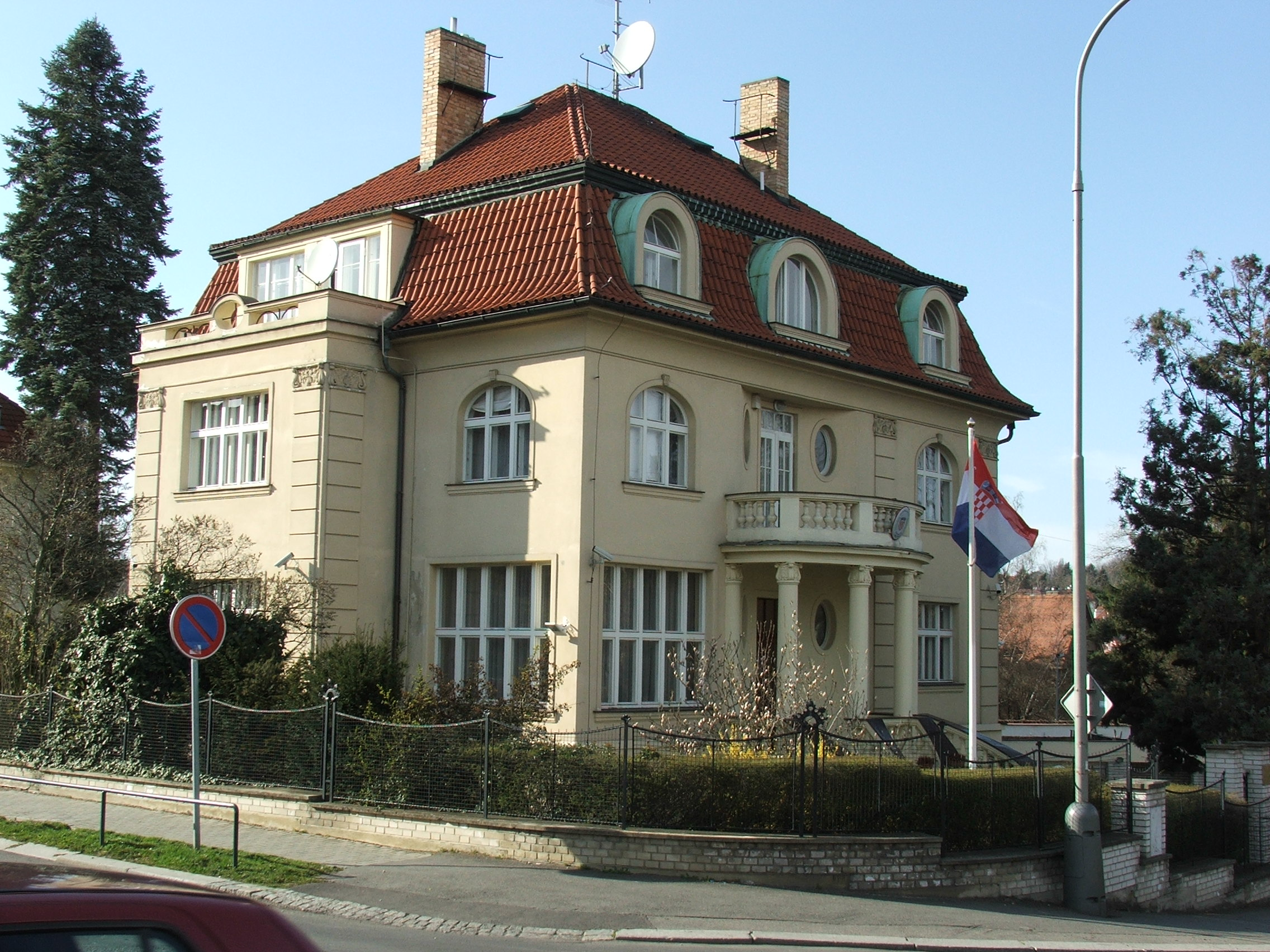
Посольство Хорватії в Чехії
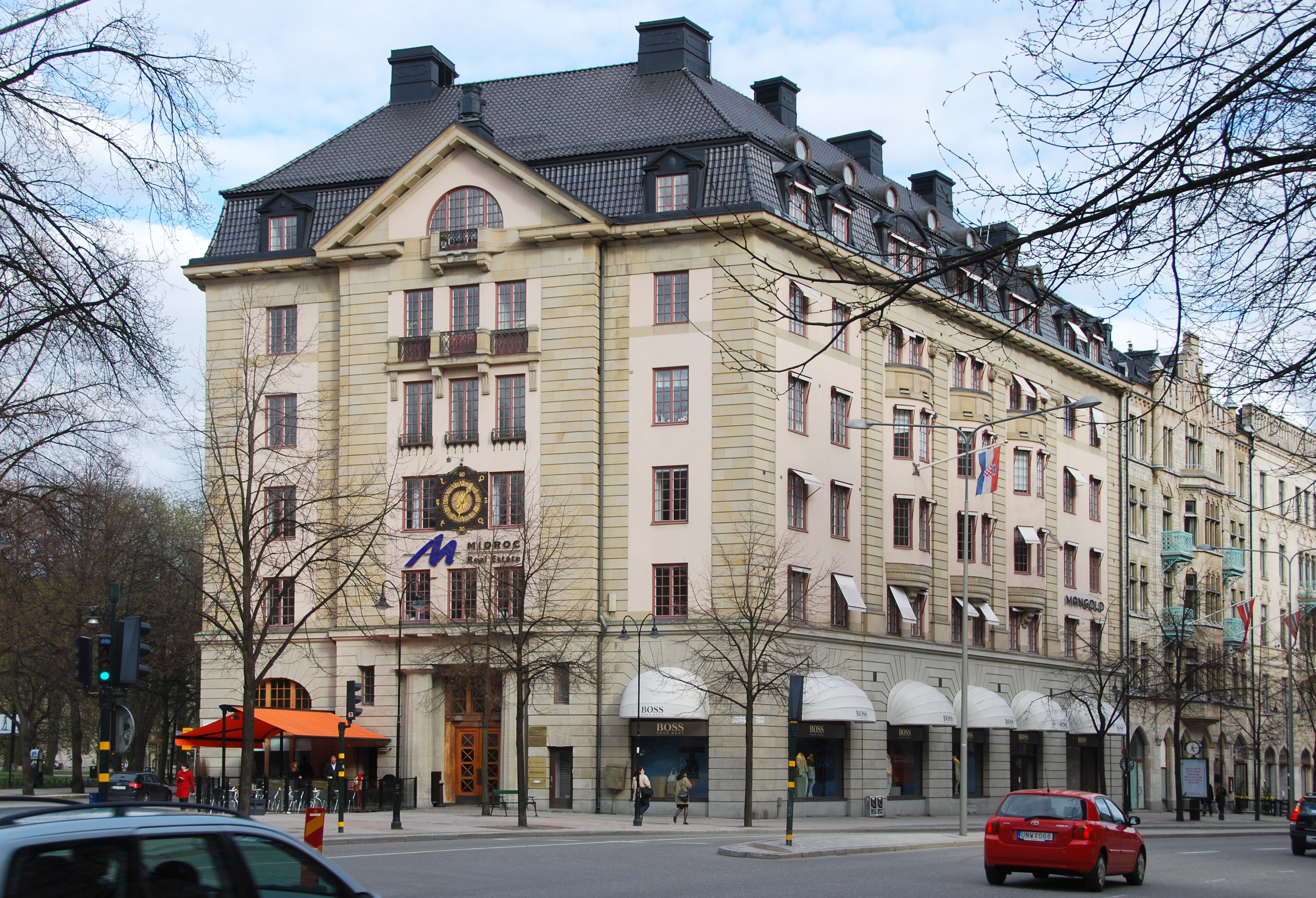
Посольство Хорватії в Швеції
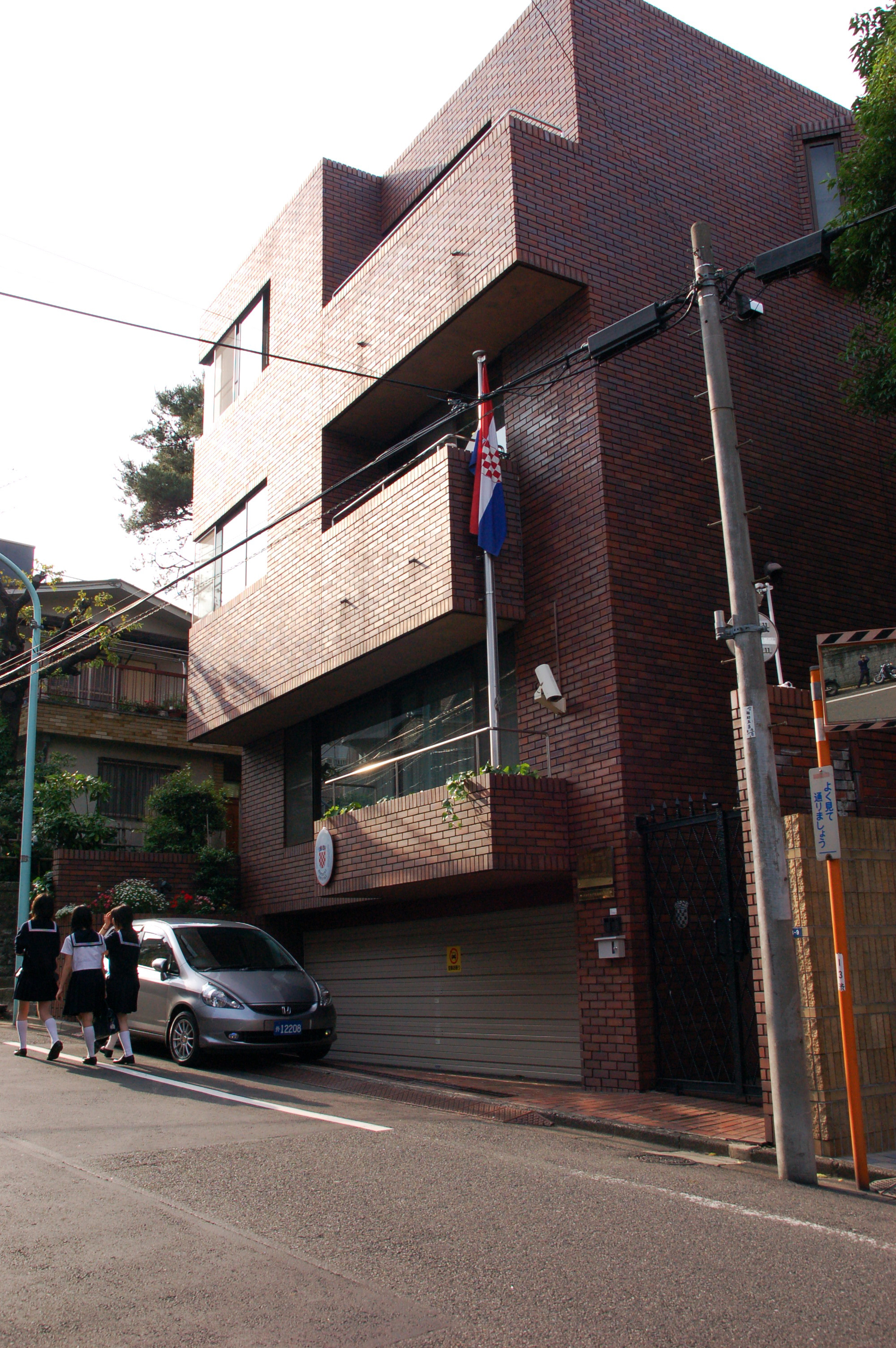
Посольство Хорватії в Японії
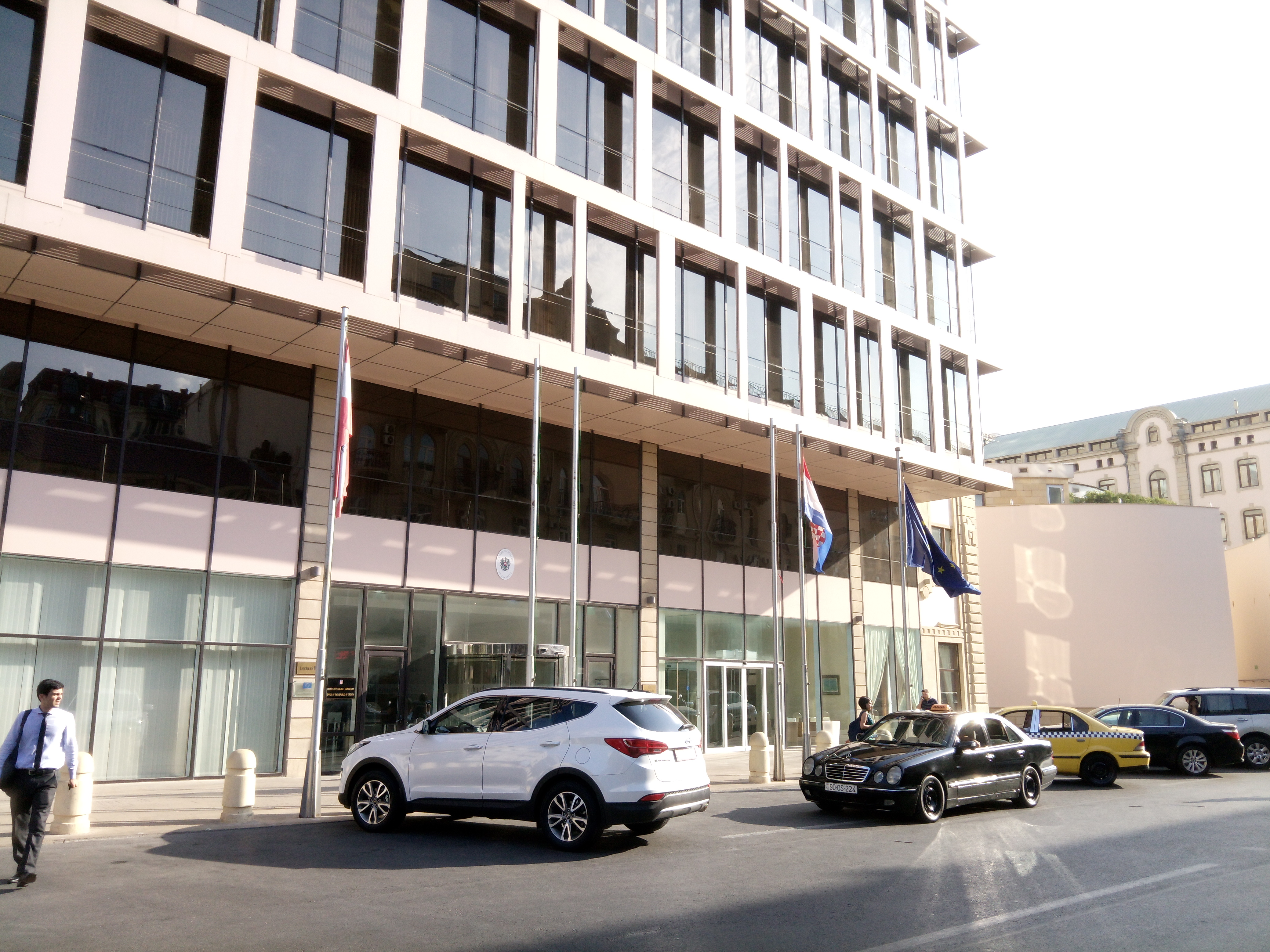
Консульство Хорватії в місті Баку, Азербайджан
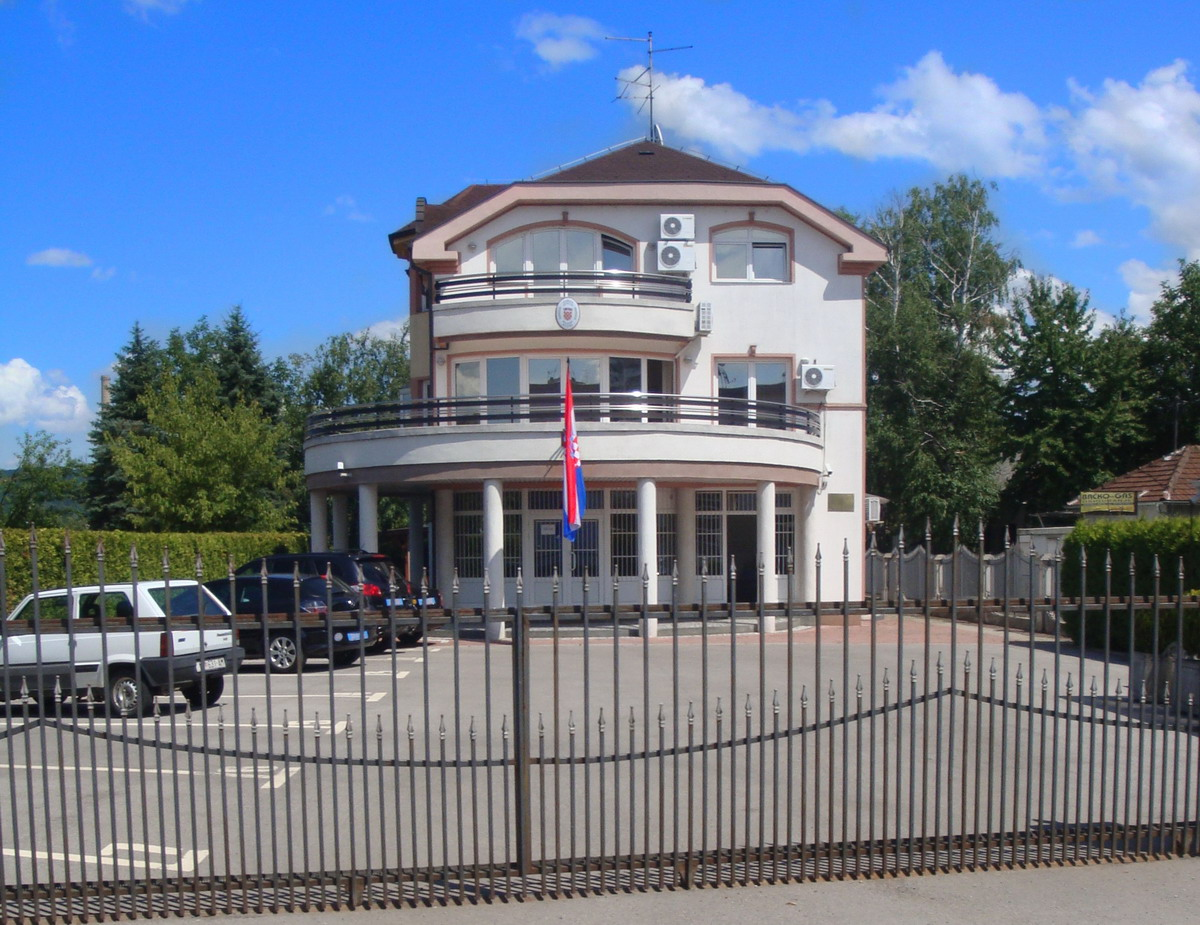
Консульство Хорватії в місті Баня-Лука, Боснія і Герцеговина
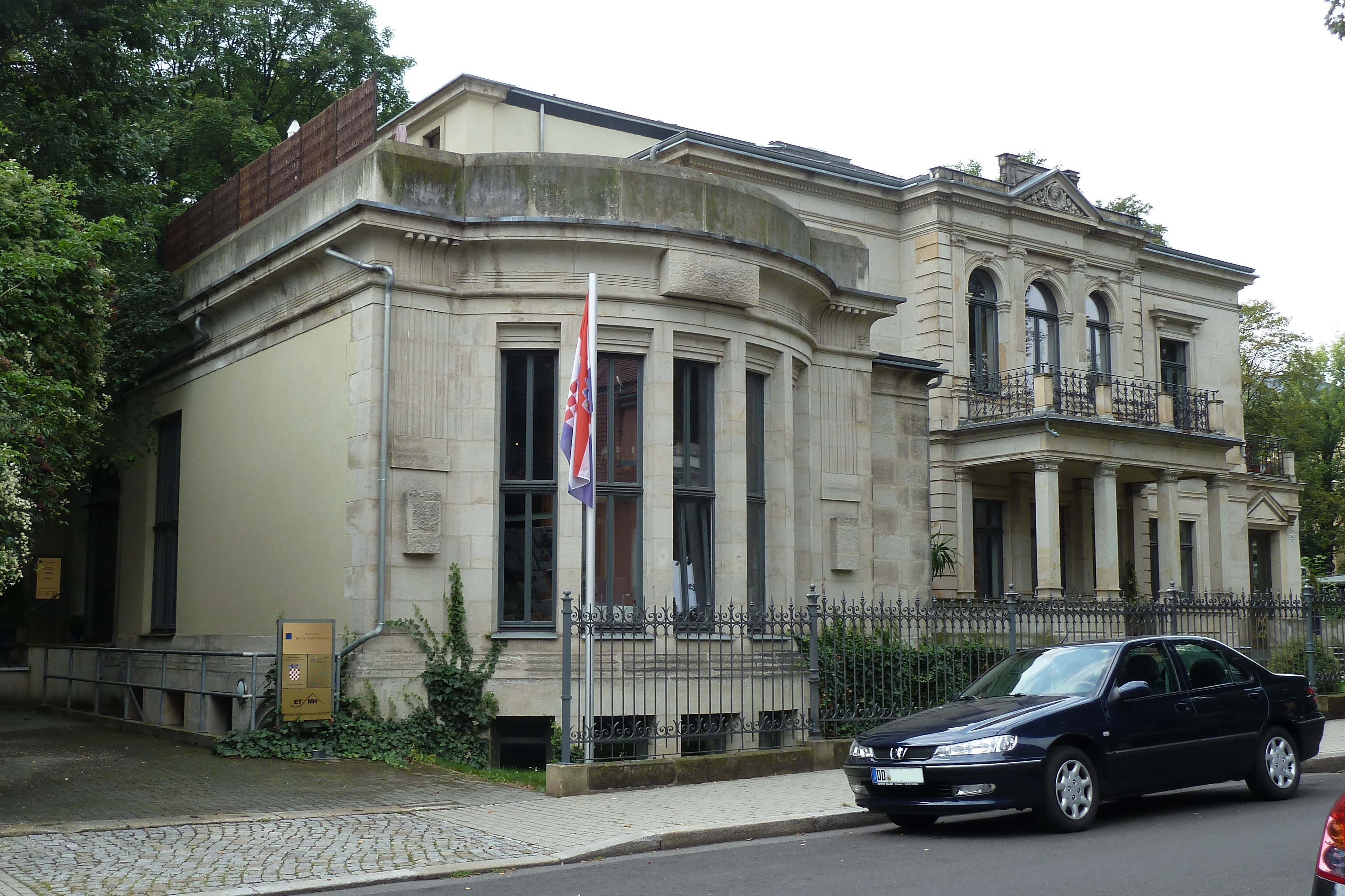
Консульство Хорватії в Дрезден, Німеччина
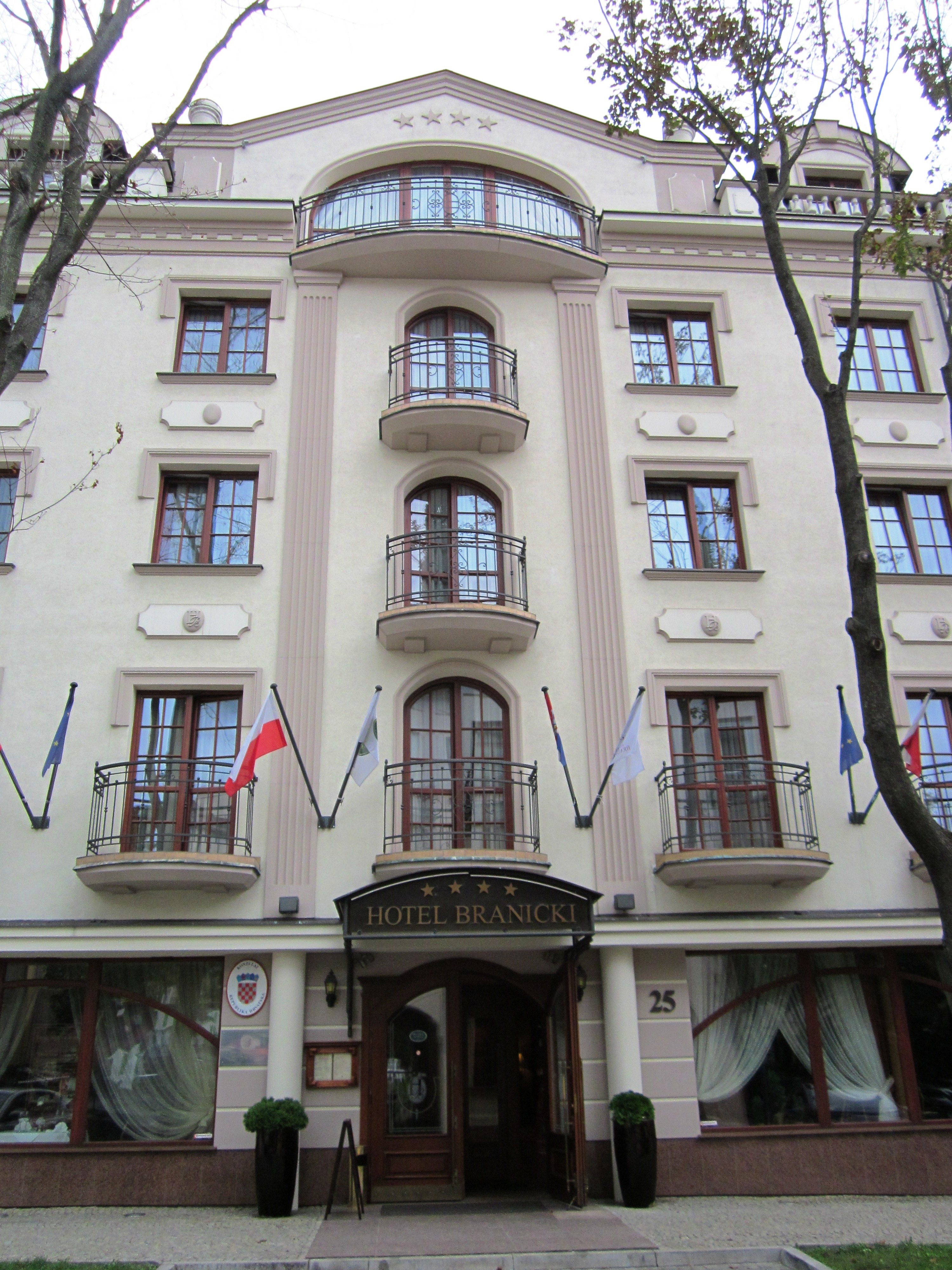
Консульство Хорватії в місті Білосток, Польща
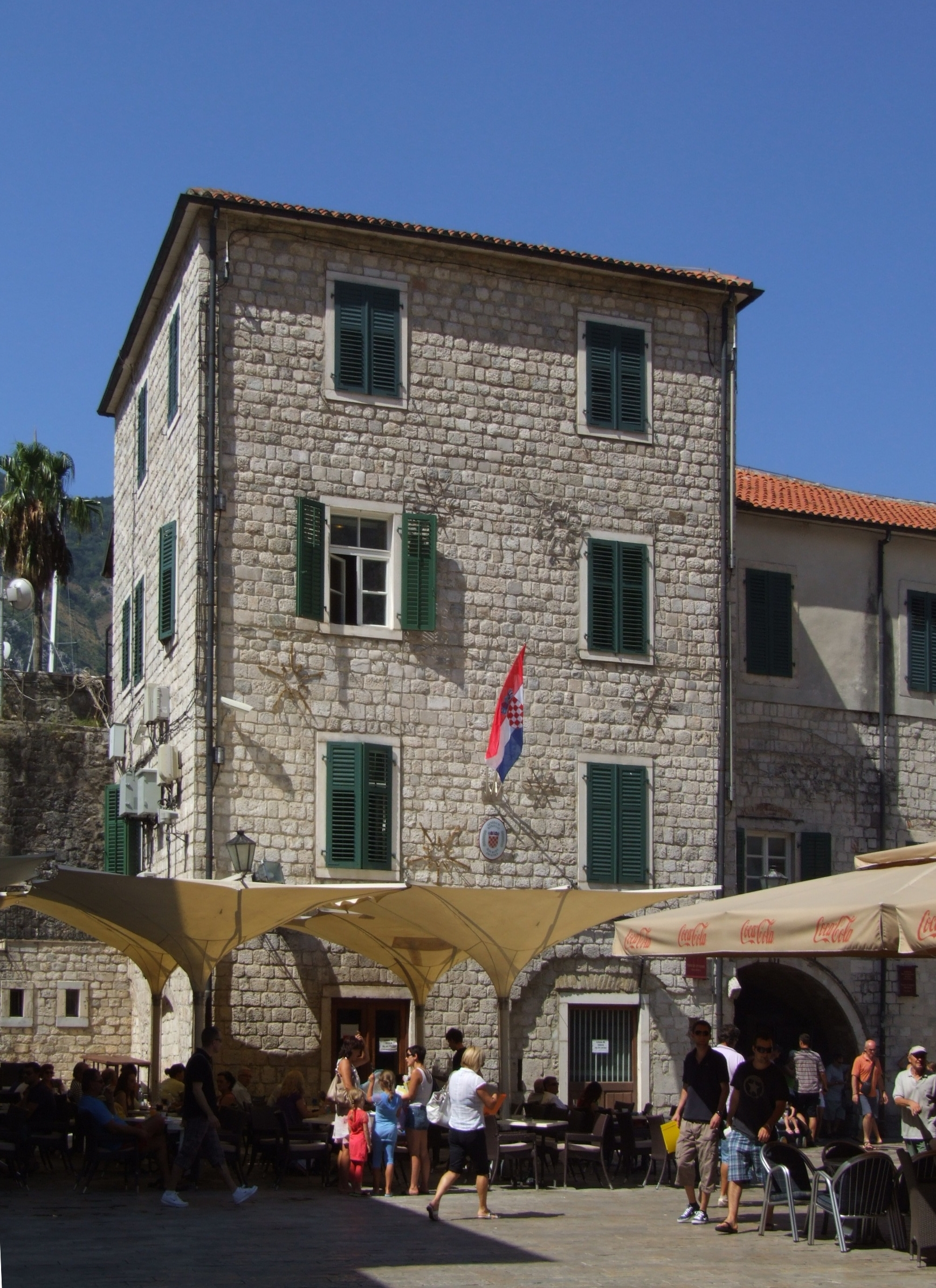
Консульство Хорватії в місті Котор, Чорногорія